# El Marro
José Antonio Yépez Ortiz (San Antonio de Morales Municipio de Juventino Rosas, Guanajuato, 13 de junio de 1980) más conocido por su apodo El Marro, es un huachicolero y narcotraficante mexicano que se desempeñó como líder del Cártel de Santa Rosa de Lima desde el 2014 hasta su captura el 2 de agosto de 2020. Fue buscado por el Gobierno de México por su participación activa en el robo de hidrocarburos en Guanajuato.

## Carrera delictiva
El Marro inició su carrera delictiva en 2010, cuando dirigía el trasiego de droga y robo a autotransporte. Desde enero de 2018 las Fuerzas Armadas iniciaron una cacería para encontrarlo y capturarlo. La Marina lo ha acorralado varias veces desde febrero, pero la gente que lo protege incendia autos y camiones para bloquear el paso a los militares.
En 2019 forma Alianza con un brazo armado del Cartel del Golfo denominado  Fuerzas Especiales Grupo Sombra  para disputar las plazas en Guanajuato al Cartel Jalisco Nueva Generación.

## Congelamiento de Cuentas
En julio de 2019 autoridades congelaron más de $35 millones de dólares de diferentes cuentas, además de confirmar que los principales operadores del cártel de Santa Rosa de Lima están desertando, incluyendo golpes a 14 inmuebles y más de 129 vehículos decomisados. El 30 de enero fue capturada Karina Mora Villalobos, su esposa en la comunidad de San Miguel Octopan, comunidad del municipio de Celaya. Días después se supo que Karina planeaba reunirse con su esposo, pero la operación se frustró y se interrumpió el encuentro de Karina Mora con su esposo. Su último escape fue el 10 de marzo del 2020 en Celaya. Las autoridades estatales y federales hicieron un operativo grande en varios municipios, y otra vez estuvieron a punto de capturarlo. El último escape de “El Marro” más bien fue mediático, porque varios periodistas prácticamente dieron por hecho su captura. El 7 de abril del 2020 "El Marro" reapareció con un audio donde lanza amenazas a la alcaldesa de la ciudad, Elvira Paniagua Rodríguez, y al Secretario de Seguridad, Miguel Ángel Simental, acusándolos además de señalar que estaban coludidos con el Cártel de Jalisco Nueva Generación, diciendo que los ataques armados y con explosivos aumentarán.

## Captura  y proceso
En la madrugada de día 2 de agosto de 2020 fue capturado en un operativo conjunto entre Fuerzas Federales, Estatales, Guardia Nacional de México y la FGR en la comunidad de Franco Tavera, Juventino Rosas, en el estado de Guanajuato. A pesar de su detención, según archivos filtrados por el colectivo hacktivista Guacamaya, revela que documentos internos de la SEDENA, confirman que "El Marro" aún ejerce influencia en el cártel fuera de la prisión.
El 9 de noviembre, un juez cancelo parcialmente el amparo solicitado por “El Marro”, quien solicitó que se instalara un televisor y se le dieran unos audífonos en su celda, justificando  su petición,
El 15 de junio de 2021, es vinculado a proceso por el delito de homicidio en grado de tentativa en agravio de servidores públicos, esto por atentados contra elementos del Grupo Especial de Reacción Inmediata de las fuerzas estatales.